# Elecciones regionales de Piura de 2018
Las elecciones regionales de Piura de 2018 se llevaron a cabo el 7 de octubre de 2018 para elegir al gobernador regional, al vicegobernador regional y al Consejo Regional para el periodo 2019-2023. La elección se celebró simultáneamente con elecciones regionales y municipales (provinciales y distritales) en todo el Perú. La segunda vuelta regional se llevó a cabo el 9 de diciembre de 2018.

## Sistema electoral
El Gobierno Regional de Piura es el órgano administrativo y de gobierno del departamento de Piura. Está compuesto por el gobernador regional, el vicegobernador regional y el Consejo Regional.
La votación se realiza en base al sufragio universal, que comprende a todos los ciudadanos nacionales mayores de dieciocho años, empadronados y residentes en el departamento de Piura y en pleno goce de sus derechos políticos.
El gobernador y vicegobernador regional son elegidos por sufragio directo. Para que un candidato sea proclamado ganador debe obtener no menos de 30 % de votos válidos. En caso ningún candidato logre ese porcentaje en la primera vuelta electoral, los dos candidatos más votados participan en una segunda vuelta o balotaje. No hay reelección inmediata de gobernadores regionales.
El Consejo Regional de Piura está compuesto por 11 consejeros elegidos por sufragio directo para un período de cuatro (4) años. La votación es por lista cerrada y bloqueada. Cada provincia del departamento de Piura constituye una circunscripción electoral. Se asigna a la lista ganadora los escaños según el método d'Hondt. La distribución y el número de consejeros regionales es la siguiente:
| Circunscripción                                         | Escaños | Mapa |
| ------------------------------------------------------- | ------- | ---- |
| Piura(+2)                                               | 3       |      |
| Sullana(+1)                                             | 2       |      |
| Ayabaca, Huancabamba, Morropón, Paita, Sechura y Talara | 1       |      |

## Composición del Consejo Regional de Piura
La siguiente tabla muestra la composición del Consejo Regional de Piura antes de las elecciones.
| Partidos | Partidos                                    | Consejeros |
| -------- | ------------------------------------------- | ---------- |
|          | Unión Democrática del Norte                 | 5          |
|          | Región para Todos                           | 1          |
|          | Movimiento Regional Seguridad y Prosperidad | 1          |
|          | Fuerza Popular                              | 1          |

## Partidos y candidatos
A continuación se muestra una lista de los principales partidos y alianzas electorales que participaron en las elecciones:
| Candidatura | Candidatura | Partidos y alianzas                                                 | Candidato | Candidato                   | Ideología                                                          | Resultado previo | Resultado previo | Ref. |
| Candidatura | Candidatura | Partidos y alianzas                                                 | Candidato | Candidato                   | Ideología                                                          | Votos (%)        | Con.             | Ref. |
| ----------- | ----------- | ------------------------------------------------------------------- | --------- | --------------------------- | ------------------------------------------------------------------ | ---------------- | ---------------- | ---- |
|             | MRSP        | Lista - Movimiento Regional Seguridad y Prosperidad (MRSP)          |           | Jhony Peralta Cruz          | Regionalismo piurano                                               | 17.85%           | 0                |      |
|             | RPT         | Lista - Región para Todos (RPT)                                     |           | Santiago Paz López          | Regionalismo piurano                                               | 13.22%           | 1                |      |
|             | APP         | Lista - Alianza para el Progreso (APP)                              |           | Gil Ipanaque Sánchez        | Liberalismo económico Conservadurismo liberal Populismo de derecha | 9.99%            | 0                |      |
|             | FR          | Lista - Movimiento Independiente Fuerza Regional (FR)               |           | Servando García Correa      | Regionalismo piurano                                               | 8.97%            | 1                |      |
|             | FP          | Lista - Fuerza Popular (FP)                                         |           | Carlos Ginocchio Celi       | Fujimorismo Conservadurismo social Populismo de derecha            | 4.67%            | 1                |      |
|             | AP          | Lista - Acción Popular (AP)                                         |           | Óscar Echegaray Albán       | Partido atrapalotodo                                               | 1.38%            | 0                |      |
|             | VP          | Lista - Vamos Perú (VP)                                             |           | Robespierre Chanduví Vargas | Populismo Socialdemocracia                                         | 1.09%            | 0                |      |
|             | APRA        | Lista - Partido Aprista Peruano (APRA)                              |           | César Trelles Lara          | Aprismo                                                            | Nuevo            | Nuevo            |      |
|             | PPC         | Lista - Partido Popular Cristiano (PPC)                             |           | Gilberto Carrasco Meniz     | Democracia cristiana Conservadurismo social Liberalismo económico  | Nuevo            | Nuevo            |      |
|             | SP          | Lista - Somos Perú (SP)                                             |           | Wilmar Elera García         | Democracia cristiana Conservadurismo social                        | Nuevo            | Nuevo            |      |
|             | RN          | Lista - Restauración Nacional (RN)                                  |           | Rolando Neyra Alemán        | Liberalismo económico Humanismo cristiano Evangelismo              | Nuevo            | Nuevo            |      |
|             | PPS         | Lista - Perú Patria Segura (PPS)                                    |           | Fausto Soberón Muñoz        | Conservadurismo liberal Liberalismo económico                      | Nuevo            | Nuevo            |      |
|             | AvP         | Lista - Avanza País (AvP)                                           |           | José Feria Madrid           | Conservadurismo liberal Liberalismo clásico                        | Nuevo            | Nuevo            |      |
|             | PP          | Lista - Podemos por el Progreso del Perú (PP)                       |           | Fernando Cáceres Rosell     | Conservadurismo social Populismo Nacionalismo                      | Nuevo            | Nuevo            |      |
|             | MODELO      | Lista - Movimiento de Desarrollo Local MODELO Región Piura (MODELO) |           | Leonidas Huayama Neira      | Regionalismo piurano                                               | Nuevo            | Nuevo            |      |

## Sondeos de opinión
Las siguientes tablas enumeran las estimaciones de la intención de voto en orden cronológico inverso, mostrando las más recientes primero y utilizando las fechas en las que se realizó el trabajo de campo de la encuesta. Cuando se desconocen las fechas del trabajo de campo, se proporciona la fecha de publicación.
Leyenda:
     Sondeo realizado en el periodo de prohibición legal de la difusión de sondeos de intención de voto.

### Balotaje

#### Intención de voto
La siguiente tabla enumera las estimaciones ponderadas (sin incluir votos en blanco y nulos) de la intención de voto.
|                               |                |      |      |      |      |  |  |  |  |  |  |
| Elecciones regionales de 2018 | 9 dic 2018     | —    | 63.2 | 36.8 | 25.4 |  |  |  |  |  |  |
|                               |                |      |      |      |      |  |  |  |  |  |  |
| Ipsos Perú/América            | 9 dic 2018     | ?    | 61.0 | 39.0 | 22.0 |  |  |  |  |  |  |
| Luna Consultores              | 9 dic 2018     | ?    | 60.2 | 39.8 | 20.4 |  |  |  |  |  |  |
| Consultores Siglo 21          | 9 dic 2018     | ?    | 63.7 | 36.3 | 27.4 |  |  |  |  |  |  |
| ICSI Perú/El Regional         | 9 dic 2018     | 2200 | 64.7 | 35.3 | 29.4 |  |  |  |  |  |  |
| ICSI Perú/El Regional         | 28–30 nov 2018 | 600  | 48.5 | 51.5 | 3.0  |  |  |  |  |  |  |
| Consultores Siglo 21          | 24–25 nov 2018 | 2958 | 74.5 | 25.5 | 49.0 |  |  |  |  |  |  |
| Luna Consultores              | 22–25 nov 2018 | 1121 | 48.2 | 51.8 | 3.6  |  |  |  |  |  |  |
| Consultores Siglo 21          | 17–18 nov 2018 | 2958 | 75.0 | 25.0 | 50.0 |  |  |  |  |  |  |
| ICSI Perú                     | 14–15 nov 2018 | 384  | 46.8 | 53.2 | 6.4  |  |  |  |  |  |  |

#### Preferencias de voto
La siguiente tabla enumera las preferencias de voto en bruto (incluyendo blancos, viciados y sin respuesta) y no ponderadas.
|                               |                |      |      |      |      |      |      |  |  |  |  |
| Elecciones regionales de 2018 | 9 dic 2018     | —    | 55.1 | 32.0 | 12.9 | –    | 23.1 |  |  |  |  |
|                               |                |      |      |      |      |      |      |  |  |  |  |
| ICSI Perú/El Regional         | 9 dic 2018     | ?    | 56.1 | 32.0 | 12.0 | –    | 24.1 |  |  |  |  |
| ICSI Perú/El Regional         | 28–30 nov 2018 | 600  | 36.0 | 38.3 | 25.7 | –    | 2.3  |  |  |  |  |
| Consultores Siglo 21          | 24–25 nov 2018 | 2958 | 69.2 | 23.7 | 7.1  | –    | 45.5 |  |  |  |  |
| Luna Consultores              | 22–25 nov 2018 | 1121 | 35.9 | 38.5 | 15.3 | 10.3 | 2.6  |  |  |  |  |
| Consultores Siglo 21          | 17–18 nov 2018 | 2958 | 68.8 | 22.9 | 8.3  | –    | 45.9 |  |  |  |  |
| ICSI Perú                     | 14–15 nov 2018 | 384  | 37   | 42   | –    | 21   | 5    |  |  |  |  |

### Primera vuelta

#### Intención de voto
La siguiente tabla enumera las estimaciones ponderadas (sin incluir votos en blanco y nulos) de la intención de voto.
| Encuestadora/Medio            | Fecha          | Muestra | Santiago Paz | Servando García | Jhony Peralta | Wilmar Elera | Leonidas Huayama | Gil Ipanaqué | Óscar Echeg. | Dif. |  |  |  |  |
| ----------------------------- | -------------- | ------- | ------------ | --------------- | ------------- | ------------ | ---------------- | ------------ | ------------ | ---- |  |  |  |  |
| Encuestadora/Medio            | Fecha          | Muestra |              |                 |               |              |                  |              |              |      |  |  |  |  |
| Elecciones regionales de 2018 | 7 oct 2018     | —       | 22.3         | 19.6            | 13.8          | 12.2         | 10.1             | 6.8          | 4.1          | 2.7  |  |  |  |  |
|                               |                |         |              |                 |               |              |                  |              |              |      |  |  |  |  |
| Ipsos Perú/América            | 7 oct 2018     | ?       | 23.6         | 22.1            | 12.7          | 13.1         | –                | –            | –            | 1.5  |  |  |  |  |
| Datum Internacional/Latina    | 7 oct 2018     | ?       | 20.3         | 16.9            | 13.5          | 15.1         | –                | –            | –            | 3.4  |  |  |  |  |
| Ipsos Perú/América            | 7 oct 2018     | ?       | 25.9         | 19.1            | 12.7          | 13.9         | –                | –            | –            | 6.8  |  |  |  |  |
| Datum Internacional/Latina    | 7 oct 2018     | ?       | 21.3         | 14.6            | 14.4          | 13.1         | 11.4             | 5.7          | 6.1          | 6.7  |  |  |  |  |
| Luna Consultores              | 7 oct 2018     | ?       | 23.5         | 18.5            | 14.6          | –            | –                | –            | –            | 5.0  |  |  |  |  |
| ICSI Perú/El Regional         | 7 oct 2018     | ?       | 23.2         | 16.8            | 14.4          | 13.8         | 10.5             | 6.6          | 3.4          | 6.4  |  |  |  |  |
| Luna Consultores              | 21–25 sep 2018 | 3252    | 25.8         | 14.0            | 17.2          | 12.2         | 10.2             | 6.4          | 4.7          | 8.6  |  |  |  |  |
| Consultores Siglo 21          | 20–24 sep 2018 | 2596    | 11.4         | 26.9            | 18.2          | 13.2         | 7.9              | 6.3          | 7.1          | 8.7  |  |  |  |  |
| ICSI Perú/El Regional         | 19–23 sep 2018 | 600     | 20.0         | 13.3            | 12.0          | 14.7         | 14.7             | 9.3          | –            | 5.3  |  |  |  |  |
| Consultores Siglo 21          | 13–17 sep 2018 | 900     | 12.0         | 23.5            | 19.0          | 15.5         | 6.7              | 3.8          | 7.8          | 4.5  |  |  |  |  |
| Consultores Siglo 21          | 18–19 ago 2018 | 2397    | 10.0         | 26.1            | 26.1          | 16.6         | 8.0              | 2.0          | 4.6          | —    |  |  |  |  |
| Luna Consultores              | 7–12 ago 2018  | 1961    | 22.8         | 8.3             | 20.7          | 13.3         | 9.3              | 4.3          | 7.6          | 2.1  |  |  |  |  |
| CPI                           | 17–22 jul 2018 | 300     | 18.5         | 5.3             | 18.7          | 20.6         | 7.0              | 8.8          | 3.9          | 1.9  |  |  |  |  |
| Consultores Siglo 21          | 29 jun 2018    | 269     | 11.2         | 19.3            | 22.0          | 19.5         | 3.1              | –            | 5.6          | 2.5  |  |  |  |  |
| Luna Consultores              | 26–31 may 2018 | 1928    | 13.5         | 8.3             | 29.0          | 15.5         | 8.6              | 3.6          | 8.0          | 13.5 |  |  |  |  |
| Consultores Siglo 21          | 5 may 2018     | 269     | 13.3         | 20.9            | 25.1          | 21.4         | 1.2              | –            | 5.9          | 3.7  |  |  |  |  |
| Luna Consultores              | 11–15 mar 2018 | 1850    | 20.0         | 6.7             | 27.2          | 16.1         | 5.4              | 2.5          | 2.2          | 6.9  |  |  |  |  |

#### Preferencias de voto
La siguiente tabla enumera las preferencias de voto en bruto (incluyendo blancos, viciados y sin respuesta) y no ponderadas.
| Encuestadora/Medio            | Fecha          | Muestra | Santiago Paz | Servando García | Jhony Peralta | Wilmar Elera | Leonidas Huayama | Gil Ipanaqué | Óscar Echeg. | B/V  | NS/NO | Dif. |  |  |  |
| ----------------------------- | -------------- | ------- | ------------ | --------------- | ------------- | ------------ | ---------------- | ------------ | ------------ | ---- | ----- | ---- |  |  |  |
| Encuestadora/Medio            | Fecha          | Muestra |              |                 |               |              |                  |              |              |      |       |      |  |  |  |
| Elecciones regionales de 2018 | 7 oct 2018     | —       | 17.3         | 15.2            | 10.7          | 9.4          | 7.8              | 5.2          | 3.2          | 22.7 | –     | 2.1  |  |  |  |
|                               |                |         |              |                 |               |              |                  |              |              |      |       |      |  |  |  |
| ICSI Perú/El Regional         | 7 oct 2018     | ?       | 21.0         | 15.2            | 13.0          | 12.5         | 9.5              | 6.0          | 3.1          | 9.6  | –     | 5.8  |  |  |  |
| Luna Consultores              | 21–25 sep 2018 | 3252    | 17.1         | 9.2             | 11.4          | 8.1          | 6.8              | 4.2          | 3.1          | 33.9 | –     | 5.7  |  |  |  |
| Consultores Siglo 21          | 20–24 sep 2018 | 2596    | 8.9          | 21.0            | 14.2          | 10.3         | 6.2              | 4.9          | 5.5          | 8.0  | 14.0  | 6.8  |  |  |  |
| ICSI Perú/El Regional         | 19–23 sep 2018 | 600     | 15           | 10              | 9             | 11           | 11               | 7            | –            | 25   | –     | 4    |  |  |  |
| Consultores Siglo 21          | 13–17 sep 2018 | 900     | 9.3          | 18.2            | 14.7          | 12.0         | 5.2              | 2.9          | 6.0          | –    | 22.7  | 3.5  |  |  |  |
| Consultores Siglo 21          | 18–19 ago 2018 | 2397    | 5.0          | 13.0            | 13.0          | 8.3          | 4.0              | 1.0          | 2.3          | 22.1 | 28.0  | —    |  |  |  |
| Luna Consultores              | 7–12 ago 2018  | 1961    | 9.6          | 3.5             | 8.7           | 5.6          | 3.9              | 1.8          | 3.2          | 32.4 | 25.5  | 0.9  |  |  |  |
| CPI                           | 17–22 jul 2018 | 300     | 9.0          | 2.6             | 9.1           | 10.0         | 3.4              | 4.3          | 1.9          | 31.2 | 20.2  | 0.9  |  |  |  |
| Consultores Siglo 21          | 29 jun 2018    | 269     | 5.0          | 8.6             | 9.8           | 8.7          | 1.4              | –            | 2.5          | –    | 55.4  | 1.1  |  |  |  |
| Luna Consultores              | 26–31 may 2018 | 1928    | 4.9          | 3.0             | 10.5          | 5.6          | 3.1              | 1.3          | 2.9          | 32.2 | 31.6  | 4.9  |  |  |  |
| Consultores Siglo 21          | 5 may 2018     | 269     | 5.4          | 8.5             | 10.2          | 8.7          | 0.5              | –            | 2.4          | –    | 59.3  | 1.5  |  |  |  |
| Luna Consultores              | 11–15 mar 2018 | 1850    | 8.2          | 2.7             | 11.0          | 6.5          | 2.2              | 1.0          | 0.9          | 30.5 | 29.1  | 3.2  |  |  |  |
| Luna Consultores              | 3–7 dic 2017   | 1950    | 5.0          | 2.6             | 10.6          | 7.2          | 2.3              | 3.1          | 0.6          | 33.6 | 30.2  | 3.4  |  |  |  |
| Luna Consultores              | 26–31 jul 2017 | 2200    | 5.3          | 2.9             | 9.5           | 8.0          | 2.1              | 1.1          | 1.6          | 26.9 | 35.0  | 1.5  |  |  |  |

## Resultados

### Gobierno Regional de Piura
|                      | Servando García Correa      | Movimiento Independiente Fuerza Regional (FR)               | 165,116   | 19.64 | 541,985   | 63.22 |  |  |
|                      | Santiago Paz López          | Región para Todos (RPT)                                     | 187,822   | 22.35 | 315,266   | 36.78 |  |  |
|                      | Jhony Peralta Cruz          | Movimiento Regional Seguridad y Prosperidad (MRSP)          | 116,192   | 13.82 |           |       |  |  |
|                      | Wilmar Elera García         | Somos Perú (SP)                                             | 102,793   | 12.23 |           |       |  |  |
|                      | Leonidas Huayama Neira      | Movimiento de Desarrollo Local MODELO Región Piura (MODELO) | 84,715    | 10.08 |           |       |  |  |
|                      | Gil Ipanaqué Sánchez        | Alianza para el Progreso (APP)                              | 56,807    | 6.76  |           |       |  |  |
|                      | Óscar Echegaray Albán       | Acción Popular (AP)                                         | 34,882    | 4.15  |           |       |  |  |
|                      | Carlos Ginocchio Celi       | Fuerza Popular (FP)                                         | 24,973    | 2.97  |           |       |  |  |
|                      | Rolando Neyra Alemán        | Restauración Nacional (RN)                                  | 18,754    | 2.23  |           |       |  |  |
|                      | César Trelles Lara          | Partido Aprista Peruano (APRA)                              | 17,414    | 2.07  |           |       |  |  |
|                      | Gilberto Carrasco Meniz     | Partido Popular Cristiano (PPC)                             | 12,307    | 1.46  |           |       |  |  |
|                      | José Feria Madrid           | Avanza País (AvP)                                           | 7,123     | 0.85  |           |       |  |  |
|                      | Fernando Cáceres Rosell     | Podemos por el Progreso del Perú (PP)                       | 5,994     | 0.71  |           |       |  |  |
|                      | Robespierre Chanduví Vargas | Vamos Perú (VP)                                             | 3,511     | 0.42  |           |       |  |  |
|                      | Fausto Soberón Muñoz        | Perú Patria Segura (PPS)                                    | 2,143     | 0.25  |           |       |  |  |
|                      |                             |                                                             |           |       |           |       |  |  |
| Total                | Total                       | Total                                                       | 840,546   |       | 857,251   |       |  |  |
|                      |                             |                                                             |           |       |           |       |  |  |
| Votos válidos        | Votos válidos               | Votos válidos                                               | 840,546   | 77.20 | 857,251   | 87.09 |  |  |
| Votos en blanco      | Votos en blanco             | Votos en blanco                                             | 131,077   | 12.04 | 31,205    | 3.17  |  |  |
| Votos nulos          | Votos nulos                 | Votos nulos                                                 | 117,169   | 10.76 | 95,837    | 9.74  |  |  |
| Votos emitidos       | Votos emitidos              | Votos emitidos                                              | 1,088,792 | 81.15 | 984,293   | 73.36 |  |  |
| Abstenciones         | Abstenciones                | Abstenciones                                                | 252,926   | 18.85 | 357,425   | 26.64 |  |  |
| Votantes registrados | Votantes registrados        | Votantes registrados                                        | 1,341,718 |       | 1,341,718 |       |  |  |
|                      |                             |                                                             |           |       |           |       |  |  |
| Fuente:              |                             |                                                             |           |       |           |       |  |  |

### Consejo Regional de Piura
|                        |                                                             |              |              |              |         |         |  |
| Partidos y coaliciones | Partidos y coaliciones                                      | Voto popular | Voto popular | Voto popular | Escaños | Escaños |  |
| Partidos y coaliciones | Partidos y coaliciones                                      | Votos        | %            | ±pp          | Total   | +/−     |  |
|                        | Región para Todos (RPT)                                     | 177,056      | 21.65        | +8.07        | 3       | +2      |  |
|                        | Movimiento Independiente Fuerza Regional (FR)               | 155,778      | 19.05        | +9.94        | 3       | +2      |  |
|                        | Movimiento Regional Seguridad y Prosperidad (SyP)           | 108,455      | 13.26        | –4.04        | 2       | +2      |  |
|                        | Somos Perú (SP)                                             | 102,057      | 12.48        | n/a          | 2       | +2      |  |
|                        | Movimiento de Desarrollo Local MODELO Región Piura (MODELO) | 83,160       | 10.17        | Nuevo        | 0       | ±0      |  |
|                        | Alianza para el Progreso (APP)                              | 59,066       | 7.22         | –3.64        | 1       | +1      |  |
|                        | Acción Popular (AP)                                         | 35,890       | 4.39         | +3.66        | 0       | ±0      |  |
|                        | Fuerza Popular (FP)                                         | 25,669       | 3.14         | –2.38        | 0       | –1      |  |
|                        | Restauración Nacional (RN)                                  | 19,814       | 2.42         | Nuevo        | 0       | ±0      |  |
|                        | Partido Aprista Peruano (APRA)                              | 16,998       | 2.08         | n/a          | 0       | ±0      |  |
|                        | Partido Popular Cristiano (PPC)                             | 13,035       | 1.59         | Nuevo        | 0       | ±0      |  |
|                        | Avanza País (AvP)                                           | 8,367        | 1.02         | Nuevo        | 0       | ±0      |  |
|                        | Podemos por el Progreso del Perú (PP)                       | 6,819        | 0.83         | Nuevo        | 0       | ±0      |  |
|                        | Vamos Perú (VP)                                             | 3,182        | 0.39         | –0.85        | 0       | ±0      |  |
|                        | Perú Patria Segura (PPS)                                    | 2,403        | 0.29         | Nuevo        | 0       | ±0      |  |
|                        |                                                             |              |              |              |         |         |  |
| Total                  | Total                                                       | 817,749      |              |              | 11      | +3      |  |
|                        |                                                             |              |              |              |         |         |  |
| Votos válidos          | Votos válidos                                               | 817,749      | 75.11        | –0.56        |         |         |  |
| Votos en blanco        | Votos en blanco                                             | 156,853      | 14.41        | –2.48        |         |         |  |
| Votos nulos            | Votos nulos                                                 | 114,190      | 10.49        | +3.05        |         |         |  |
| Votos emitidos         | Votos emitidos                                              | 1,088,792    | 81.15        | –4.38        |         |         |  |
| Abstenciones           | Abstenciones                                                | 252,926      | 18.85        | +4.38        |         |         |  |
| Votantes registrados   | Votantes registrados                                        | 1,341,718    |              |              |         |         |  |
|                        |                                                             |              |              |              |         |         |  |
| Fuente:                |                                                             |              |              |              |         |         |  |

#### Resultados por provincia
| Provincia   | RPT     | RPT  | FR   | FR   | SyP  | SyP | SP   | SP  | MODELO | MODELO | APP  | APP | AP   | AP  | FP   | FP  | RN  | RN  | APRA | APRA | PPC | PPC  | AvP | AvP |  |
| Provincia   | %       | E    | %    | E    | %    | E   | %    | E   | %      | E      | %    | E   | %    | E   | %    | E   | %   | E   | %    | E    | %   | E    | %   | E   |  |
| ----------- | ------- | ---- | ---- | ---- | ---- | --- | ---- | --- | ------ | ------ | ---- | --- | ---- | --- | ---- | --- | --- | --- | ---- | ---- | --- | ---- | --- | --- |  |
| Provincia   | Ayabaca | 29.4 | –    | 34.7 | 1    | 2.2 | –    | 2.2 | –      | 14.9   | –    | 1.4 | –    | 3.3 | –    | 0.3 | –   | 0.3 | –    | 0.5  | –   | 10.5 | –   |     |  |
| Huancabamba | 29.1    | –    | 32.6 | 1    | 6.4  | –   | 2.2  | –   | 10.3   | –      | 13.4 | –   | 3.5  | –   | 0.6  | –   | 0.2 | –   | 0.4  | –    | 0.2 | –    | 0.4 | –   |  |
| Morropón    | 25.5    | –    | 19.9 | –    | 11.5 | –   | 27.1 | 1   | 5.2    | –      | 2.8  | –   | 2.1  | –   |      |     | 0.8 | –   | 1.7  | –    |     |      | 0.2 | –   |  |
| Paita       | 25.2    | 1    | 14.7 | –    | 7.9  | –   | 13.4 | –   | 3.6    | –      | 8.9  | –   | 22.2 | –   |      |     | 0.3 | –   | 2.6  | –    | 0.3 | –    | 0.3 | –   |  |
| Piura       | 22.6    | 1    | 22.0 | 1    | 10.8 | –   | 13.0 | 1   | 10.4   | –      | 7.9  | –   | 2.3  | –   | 2.3  | –   | 2.2 | –   | 2.3  | –    | 1.8 | –    | 0.6 | –   |  |
| Sechura     | 9.2     | –    | 15.0 | –    | 18.2 | –   | 14.3 | –   | 2.2    | –      | 22.2 | 1   | 3.2  | –   | 10.0 | –   | 0.2 | –   | 3.1  | –    | 1.1 | –    | 0.3 | –   |  |
| Sullana     | 17.0    | 1    | 11.7 | –    | 21.0 | 1   | 5.7  | –   | 13.5   | –      | 4.8  | –   | 4.3  | –   | 9.4  | –   | 7.5 | –   | 2.2  | –    | 0.3 | –    | 1.1 | –   |  |
| Talara      | 14.5    | –    | 3.5  | –    | 26.5 | 1   | 21.2 | –   | 13.8   | –      | 5.3  | –   | 3.5  | –   |      |     | 0.6 | –   | 2.4  | –    | 0.8 | –    | 6.6 | –   |  |
| Total       | 21.7    | 3    | 19.0 | 3    | 13.3 | 2   | 12.5 | 2   | 10.2   | –      | 7.2  | 1   | 4.4  | –   | 3.1  | –   | 2.4 | –   | 2.1  | –    | 1.6 | –    | 1.0 | –   |  |

### Autoridades electas
| Cargo                                         | Autoridad electa | Autoridad electa             | Partido político | Partido político                            |
| --------------------------------------------- | ---------------- | ---------------------------- | ---------------- | ------------------------------------------- |
| Gobernador Regional de Piura                  |                  | Servando García Correa       |                  | Movimiento Independiente Fuerza Regional    |
| Vicegobernador Regional de Piura              |                  | Marco Purizaca Pareja        |                  | Movimiento Independiente Fuerza Regional    |
| Consejero Regional de Piura (por Ayabaca)     |                  | Rolando Saavedra Flores      |                  | Movimiento Independiente Fuerza Regional    |
| Consejero Regional de Piura (por Huancabamba) |                  | Jorge Neira García           |                  | Movimiento Independiente Fuerza Regional    |
| Consejera Regional de Piura (por Morropón)    |                  | Víctor Chiroque Flores       |                  | Somos Perú                                  |
| Consejero Regional de Piura (por Paita)       |                  | Félix Maldonado Chapilliquén |                  | Región para Todos                           |
| Consejero Regional de Piura (por Piura)       |                  | José Morey Requejo           |                  | Región para Todos                           |
| Consejero Regional de Piura (por Piura)       |                  | José Lázaro García           |                  | Movimiento Independiente Fuerza Regional    |
| Consejero Regional de Piura (por Piura)       |                  | Alfonso Llanos Flores        |                  | Somos Perú                                  |
| Consejero Regional de Piura (por Sechura)     |                  | Virgilio Ayala Jacinto       |                  | Alianza para el Progreso                    |
| Consejera Regional de Piura (por Sullana)     |                  | Leonidas Flores Neira        |                  | Movimiento Regional Seguridad y Prosperidad |
| Consejero Regional de Piura (por Sullana)     |                  | José Lecarnaqué Castro       |                  | Región para Todos                           |
| Consejero Regional de Piura (por Talara)      |                  | Yasser Arámbulo Abad         |                  | Movimiento Regional Seguridad y Prosperidad |